# مستودع الكرملين
مستودع الكرملين، (بالروسية: Оружейная палата) هو واحد من أقدم المتاحف في موسكو، الذي أنشئ في عام 1851 ويقع في موسكو، الكرملين.

## الخلفية التاريخية
نشأ مستودع الكرملين في الترسانة في عام 1508. وحتى نقل المحكمة إلى سان بطرسبرغ، كان مخزن الأسلحة مسؤولاً عن إنتاج وشراء وتخزين الأسلحة والمجوهرات والعديد من الأدوات المنزلية للقياصرة. أفضل بائع السلاح في موسكو (الأخوة Vyatkin) ، والمجوهرات (Gavrila Ovdokimov) ، والرسامين (سيمون Ushakov) اعتادوا على العمل هناك. في 1640 و 1683 ، فتحت الأيقونات واستوديوهات التصويرية، حيث يمكن إعطاء دروس في الرسم والحرف اليدوية. في عام 1700 ، تم إثراء مستودع الأسلحة بكنوز الغرف الذهبية والفضية للقياصرة الروس.
في عام 1711 ، كان بطرس الأكبر قد نقل أغلبية الأساتذة إلى عاصمته الجديدة، سان بطرسبرج. بعد 15 عامًا، تم دمج مستودع الأسلحة مع فيسكارد يارد (أقدم مستودع للكنوز الملكية) ، ووزارة الخزانات (المسؤولة عن تخزين الأحزمة والعربات) والغرفة الرئيسية (المسؤولة عن خياطة الملابس وأغطية الأسِرَّة للقياصرة). بعد ذلك، تم تسمية مخزن الأسلحة في غرفة الأسلحة والماجستير. رشح ألكسندر الأول لروسيا مستودع الأسلحة كأول متحف عام [1] في موسكو عام 1806 ، ولكن لم يتم فتح المجموعات للجمهور إلا بعد مرور سبع سنوات. تم بناء مبنى مخزن الاسلحة الحالي في 1844-1851 من قبل المهندس المعماري الامبراطوري تون. كان مدير المتحف من عام 1852 إلى عام 1870 هو الكاتب ألكسندر فيلتمان.
بعد الثورة البلشفية، تم إثراء مجموعة الأسلحة بكنوز مأخوذة من كاتدرائية البطريرك وكاتدرائيات الكرملين والأديرة والمجموعات الخاصة. بيعت بعض من هذه في الخارج على طلب جوزيف ستالين في 1930s. في عام 1960 ، أصبح مستودع الأسلحة المتحف الرسمي للكرملين. بعد سنتين، تم تعيين غرف البطريرك وكاتدرائية الحواريين الإثني عشر في مستودع الأسلحة من أجل استضافة متحف الفنون التطبيقية.
يحتل مستودع اسلحة الكرملين حاليا مقر صندوق الماس الروسي. وهي تحتفظ بمجموعات فريدة من الفنون التطبيقية الروسية والأوروبية الغربية والشرقية التي تمتد على الفترة من القرن الخامس إلى القرن العشرين. وتشمل بعض النقاط البارزة لتاج الإمبراطورية في روسيا من قبل الصانعة جيريمي باوزي، وكاب مونوماخ، والعرش العاجي لإيفان الرهيب، وغيرها من العروش الملكية والشعبية؛ خوذة ياروسلاف الثاني ؛ السيوف من كوزما مينين وديمتري. القلائد التي تعود للقرن الثاني عشر من ريازان. أدوات المائدة الذهبية والفضية؛ مقالات، مزينة بالمينا، والنقوش. تطريز بالذهب واللؤلؤ. عربات إمبراطورية، أسلحة، درع، وذاكرة آزوف، باقة من ساعة الزنابق، سكة حديدية عبر سيبيريا، ورقة كلوفر، كرملين موسكو، قصر اليكساندر، يخت ستاندارت، الكسندر الثالث للفروسية، رومانوف ترسنتان، بيض فابرجيه من الصلب العسكري. إن بيض فابرجيه العشر في مجموعة مستودع الأسلحة (كل البيض الإمبراطوري) هي أكثر بيض إمبراطوري، وثاني بيض فابورجيه الإجمالي، الذي يملكه مالك واحد.